# Liste des préfets de la Corse-du-Sud

Logo du préfet de la collectivité de Corse

Liste des préfets de la Corse-du-Sud depuis la division de l'ancien département de Corse en Haute-Corse et Corse-du-Sud par la loi du 15 mai 1975. Le siège de la préfecture est Ajaccio, au palais Lantivy. Le préfet de Corse-du-Sud est en pratique aussi préfet de la Collectivité de Corse.

## Liste des préfets

### Département de la Corse-du-Sud (depuis 1975)
| Période          | Période          | Identité                | Fonction précédente                                      | Observation |
| ---------------- | ---------------- | ----------------------- | -------------------------------------------------------- | --- |
| 30 décembre 1975 | 17 février 1977  | Jean Riolacci           | Préfet de la Seine-Saint-Denis                           | Chargé de mission auprès du président de la République, Valery Giscard d'Estaing                                |
| 18 février 1977  | 2 avril 1979     | Yves Bertrand Burgalat  | Préfet de la Seine-Saint-Denis                           | Nommé préfet de la Côte-d'Or et de la région Bourgogne                                                          |
| 2 avril 1979     | 16 juillet 1981  | Claude Vieillecazes     | Préfet de la Seine-Saint-Denis                           | Congé spécial sur sa demande                                                                                    |
| 16 juillet 1981  | 4 octobre 1982   | Paul Cousseran          | Haut-commissaire de la République en Polynésie française | Directeur général de la police nationale                                                                        |
| 13 octobre 1982  | 18 mai 1983      | Paul Rouaze             | Préfet des Deux-Sèvres                                   | Congé spécial sur sa demande                                                                                    |
| 18 mai 1983      | 6 août 1985      | Paul Bernard            |                                                          | Nommé préfet de la région Centre et du Loiret                                                                   |
| 6 août 1985      | 7 avril 1986     | Bernard Landouzy        | Préfet des Pyrénées-Atlantiques                          | Nommé directeur de cabinet du ministre du Travail Philippe Séguin                                               |
| 1986             |                  | François Garsi          |                                                          | |
| 22 janvier 1987  | 6 février 1989   | Joël Thoraval           | Préfet des Hauts-de-Seine                                | Nommé préfet de la région Basse-Normandie, préfet du Calvados                                                   |
| 1989             | 8 février 1990   | Jean Gilbert Marzin     |                                                          | Nommé préfet du Pas-de-Calais                                                                                   |
| 8 février 1990   | 6 février 1992   | Alain Bidou             | Préfet de l'Oise                                         | |
| 6 février 1992   | 24 juin 1993     | Roger Gros              | Préfet des Côtes-d'Armor                                 | Nommé préfet de la région Basse-Normandie, Préfet du Calvados                                                   |
| 24 juin 1993     | 14 décembre 1994 | Jean-Paul Frouin        | Préfet de la Haute-Savoie                                | |
| 14 décembre 1994 | 5 février 1996   | Jacques Coeffe          |                                                          | |
| 5 février 1996   | 6 février 1998   | Claude Érignac          | Préfet des Yvelines                                      | Meurt assassiné en fonction                                                                                     |
| 11 février 1998  | 6 mai 1999       | Bernard Bonnet          | Préfet du Haut-Rhin                                      | Limogé à la suite de l'affaire des paillotes                                                                    |
| 6 mai 1999       | 31 juillet 2001  | Jean-Pierre Lacroix     | Préfet du Val-d'Oise                                     | Nommé préfet de la région Centre, préfet du Loiret                                                              |
| 31 juillet 2001  | 1er août 2003    | Dominique Dubois        | Préfet du Haut-Rhin                                      | Nommé préfet de la région Champagne-Ardenne, préfet de la Marne                                                 |
| 1er août 2003    | 23 février 2006  | Pierre-René Lemas       |                                                          | Nommé préfet de la région Lorraine, préfet de la zone de défense Est, préfet de la Moselle                      |
| 23 février 2006  |                  | Michel Delpuech         | Préfet des Hauts-de-Seine                                | |
| 21 juin 2007     | 28 juillet 2008  | Christian Leyrit        | Préfet du Val-d'Oise                                     | Nommé préfet de la région Basse-Normandie, préfet du Calvados                                                   |
| 28 juillet 2008  | 2 mars 2011      | Stéphane Bouillon       |                                                          | |
| 10 mars 2011     | 14 juin 2013     | Patrick Strzoda         | Préfet des Hauts-de-Seine                                | Nommé préfet de la région Bretagne, préfet de la zone de défense et de sécurité Ouest, préfet d'Ille-et-Vilaine |
| 14 juin 2013     | 21 avril 2016    | Christophe Mirmand      | Préfet des Alpes-Maritimes                               | Nommé préfet de la région Bretagne, préfet de la zone de défense et de sécurité Ouest, préfet d'Ille-et-Vilaine |
| 21 avril 2016    | 27 avril 2018    | Bernard Schmeltz        | Préfet de l'Essonne                                      | Nommé préfet de la région Bourgogne-Franche-Comté, préfet de la Côte-d'Or                                       |
| 27 avril 2018    | 15 janvier 2020  | Josiane Chevalier       | Préfète de l'Essonne                                     | Nommée préfète de la région Grand-Est, préfète du Bas-Rhin                                                      |
| 15 janvier 2020  | 22 juillet 2020  | Franck Robine           | Préfet de la région Martinique, préfet de la Martinique  | Nommé conseiller affaires intérieures au cabinet du Premier ministre Jean Castex                                |
| 24 août 2020     | 15 février 2022  | Pascal Lelarge          | Préfet du Finistère                                      | Nommé conseiller d'État en service extraordinaire                                                               |
| 15 février 2022  | 10 octobre 2024  | Amaury de Saint-Quentin | Préfet du Val-d’Oise                                     | Nommé préfet de la région Bretagne, préfet de la zone de défense et de sécurité Ouest, préfet d'Ille-et-Vilaine |
| 10 octobre 2024  | En cours         | Jérôme Filippini (d)    | préfet de La Réunion                                     | |